# Surin (Deux-Sèvres)
 Surin  es una población y comuna francesa, situada en la región de Poitou-Charentes, departamento de Deux-Sèvres, en el distrito de Niort y cantón de Champdeniers-Saint-Denis.

## Demografía
| 631 | 617 | 577 | 531 | 514 | 515 |
| Para los censos de 1962 a 1999 la población legal corresponde a la población sin duplicidades (Fuente: INSEE [Consultar]) |     |     |     |     |     |